# 九蔵峠

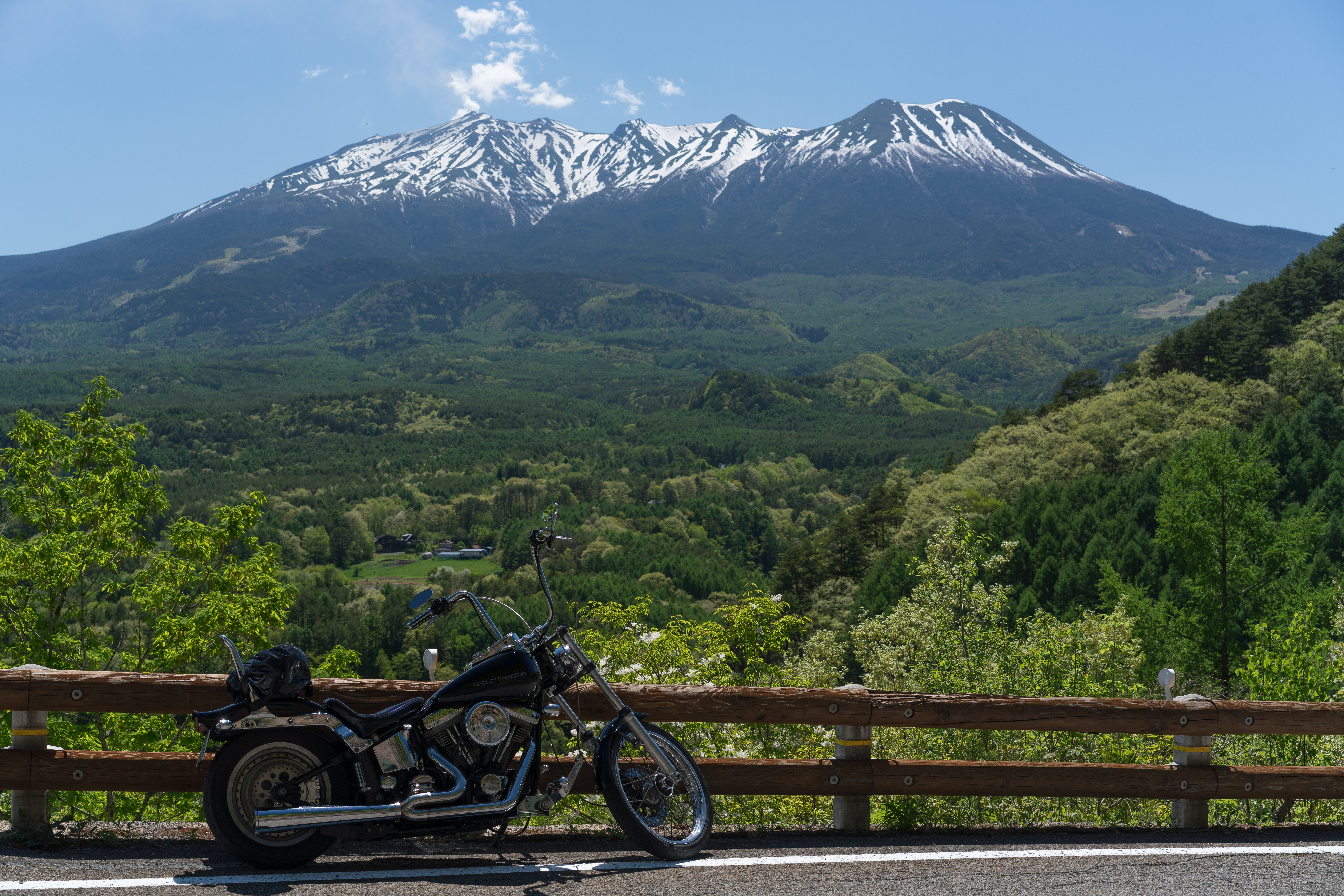
九蔵峠から見た御嶽山

九蔵峠（くぞうとうげ）は、長野県木曽郡木曽町（旧開田村）にある標高1280メートルの峠。

## 概要
国道361号の長野県木曽郡（旧木曽福島町）と岐阜県高山市とを結ぶ間にある開田高原のほぼ真中に位置し、御嶽山とその裾野に広がる高原のビューポイントの一つとして知られる。1999年（平成11年）に「信州サンセットポイント百選」にも指定されており、小さいながら展望台も設置されている。

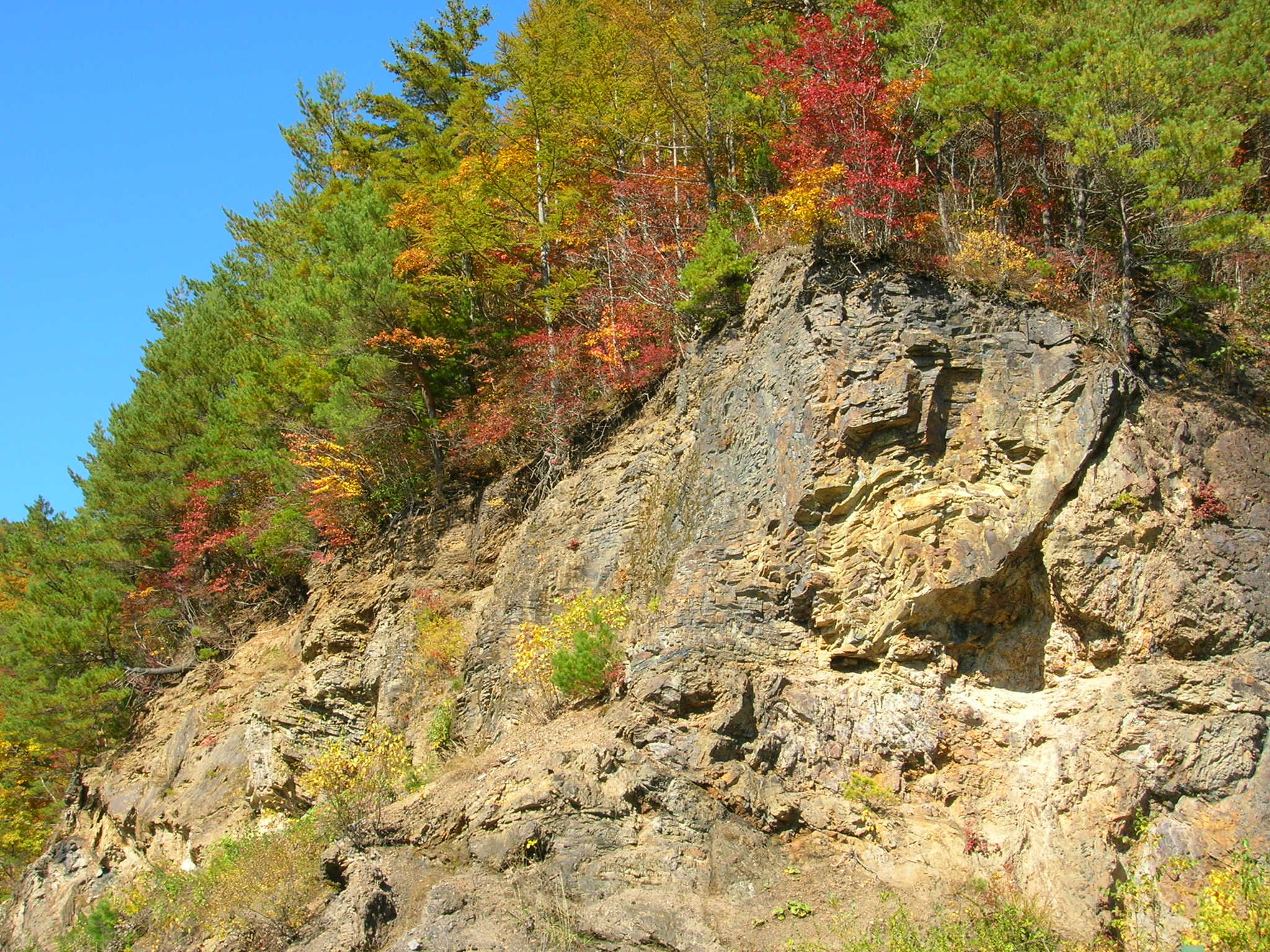
九蔵峠のチャート層

また、峠道の山側には約2億年前のものとされる褶曲したチャート層が見られ、かつてこの地が海底にあった事を示している。このチャート層は1983年（昭和58年）に旧開田村の天然記念物に指定され、木曽町の発足に伴い町の天然記念物となった。

## 道路状況
- 峠道は1.5〜2車線相当の道幅だが峠の周辺は若干広くなっており、夏場から紅葉シーズンにかけての休日などは写真撮影のために駐車している車も比較的多く見られる。
- 晩秋から春先にかけては積雪により通行が困難になる場合があるが冬季閉鎖にはならない。